# Sade (Film)
Sade ist ein französischer Spielfilm von Benoît Jacquot aus dem Jahr 2000. Er behandelt Donatien Alphonse François de Sades Gefängnisaufenthalt während der Terrorherrschaft Maximilien de Robespierres im Jahr 1794. Grundlage der Handlung ist Serge Bramlys Roman La terreur dans le boudoir.

## Handlung
Paris im Jahr 1794: Nach längerer Inhaftierung wird Marquis de Sade, der bei der Vernehmung vorgibt, weder Adeliger noch Verfasser des Romans Justine zu sein, mit anderen Adeligen in ein ehemaliges Kloster in Picpus gebracht. Dies dient als Edelgefängnis, wobei die Inhaftierten nach außen hin als Kranke bezeichnet werden. Die Fahrt zum Anwesen legt Sade mit Madame und Vicomte de Langris und deren Tochter Emilie zurück. Er ist von der jungen Frau angetan, doch eilt ihm sein schlechter Ruf voraus. Die Eltern versuchen, allerdings vergeblich, jeglichen Kontakt zwischen Emilie und Sade zu unterbinden.
Sade erhält im Gefängnis Besuch von seiner Geliebten Marie-Constance Quesnet und ihrem gemeinsamen Sohn. „Sensible“, so nennt sie Sade, bringt ihm Bücher, Schreibzeug, edle Speisen und seine Peitsche, wie er es gewünscht hat. In seiner Abwesenheit hat sie eine Beziehung zum Konventsmitglied Fournier begonnen, durch die sie hofft, Sade vor der Hinrichtung bewahren zu können. Tatsächlich kann Fournier Sade mehrfach vor dem Tod bewahren, und glaubt, so Sensible enger an sich binden zu können. Sade schreibt während der Haft täglich. Emilie, die sich für seine Niederschriften interessiert, darf sie nach anfänglicher Gegenwehr einsehen. Sade ahnt, dass der Inhalt für die junge Frau nicht verarbeitbar ist, und tatsächlich eilt Emilie entsetzt aus seinem Zimmer, nachdem sie einige Zeilen gelesen hat. Sie hält sich die Folgezeit von ihm fern, doch besiegt ihre Neugier mit der Zeit ihre Angst.
Sade beginnt, mit den Insassen des Gefängnisses ein Theaterstück einzustudieren, das vom Gefängnisleiter zunächst verboten, dann jedoch als stummes Spiel erlaubt wird. Obwohl Emilie sich nicht beteiligen will, kann Sade sie zum Mitspielen überreden. Beide treffen sich im Gärtnerhaus des Klosters, das vom jungen Augustin bewohnt wird. Emilie deutet an, sich Sade unterwerfen zu wollen. Seine Art, ihr ungeniert in den Schritt zu fassen und ihren Mund mit den Händen zu öffnen, irritiert sie jedoch. Er spürt ihre Unsicherheit und lässt sie zurück. Einige Zeit später findet die stumme Aufführung des Stücks statt, die jedoch plötzlich unterbrochen wird. Der Park des Gefängnisses wird von Soldaten konfisziert, sollen auf dem Grundstück doch die Toten der Hinrichtungen in Massengräbern beigesetzt werden. Robespierre und seine Männer planen nun systematisch die Hinrichtung von Adeligen, die der neuen Richtung entgegenstehen. Sensible erfährt von Fournier, dass Sade bereits in wenigen Tagen hingerichtet werden soll. Sie begibt sich zu ihm und warnt ihn eindringlich. Auch die Insassen des Gefängnisses sehen, wie immer mehr Personen abgeholt werden. Zudem kommen täglich neue Karren, beladen mit Toten, auf das Grundstück. Emilie befürchtet, dass sie nie existiert hat, wenn sie denn ermordet würde. Sie stimmt Sade zu, sich seinem Tun zu unterwerfen. In der Nacht bringt Sade Emilie zu Augustin ins Gartenhaus. Beide sind unerfahren und Sade leitet sie an. Er lässt sich von Augustin auspeitschen, bricht die Schläge nach einer Weile jedoch bewusst ab. Anschließend inszeniert er die Begegnung von Augustin und Emilie als Entführung. Er entjungfert Emilie schließlich mit der Hand, bevor er sie und Augustin miteinander schlafen lässt.
Sade fehlt am nächsten Morgen im Klostergebäude, als neue Personen zur Hinrichtung ausgerufen werden, darunter auch er. Da einer der Insassen erklärt, Sade sei schon Wochen nicht mehr dagewesen, entgeht er der Exekution. Kurz darauf wird Robespierre verhaftet und hingerichtet. Auch Fournier als Mitglied des Konvents findet den Tod. Das Adeligen-Gefängnis wird aufgelöst. Sensible erscheint, um Sade mit sich zu nehmen. Sie dankt Emilie, die Sade das Leben im Gefängnis versüßt habe, doch ist Emilie selbst dankbar für alles, was sie erfahren hat. Sade rät ihr, keine Kinder zu bekommen, da sie den Körper deformieren, doch sie befürchtet viel mehr, zukünftig in einer monotonen Ehe gefangen zu sein. Sensible und ihr Sohn reisen mit der Kutsche ab. Sade geht neben der Kutsche her und steigt nach einer Weile in die Kutsche.

## Produktion
Sade wurde unter anderem in der Abtei Saint-Martin in Sées (im Film Couvent de Picpus) gedreht. Isild Le Besco war zum Zeitpunkt des Drehbeginns 17 Jahre alt. In der Enjungferungsszene wurde sie von einer Pornodarstellerin gedoubelt.
Die Pavane, Complainte und Suite Françoise von Francis Poulenc spielten das Orchestre de Paris unter Georges Prêtre, die Sicilienne von Nicola Fiorenza das Saarländische Kammerorchester unter Karl Ristenpart.
Der Film kam am 23. August 2000 in die französischen Kinos und erschien damit kurz vor der Premiere des US-amerikanischen Films Quills – Macht der Besessenheit, der de Sades letzte Lebensjahre in Charenton behandelt. Sade lief am 21. Dezember 2000 in den deutschen Kinos an und wurde am 23. August 2001 auf Video und DVD veröffentlicht. Der Filmtitel lautete dabei Sade – Folge deiner Lust!

## Kritik
Der film-dienst nannte Sade einen „in der Hauptrolle bestechend interpretierte[n], nachdenklich stimmende[n] politisch-philosophische[n] Film über Außenseiter, Macht, Normen und die Würde des Menschen.“ Cinema hingegen kritisierte den Film, der keine Höhepunkte besitze und dessen Hauptdarsteller lustlos agiere. Der Spiegel wiederum empfand es als „angenehme Überraschung“, dass der Film „von dem legendären Marquis erzählt und das Naheliegende meidet“, und stellte heraus, dass sich Daniel Auteuil als „sensibler Marquis einmal mehr als Fachkraft für Charakterrollen“ erweise.

## Auszeichnungen
Benoît Jacquot wurde 2000 auf dem Montréal World Film Festival für den Grand Prix des Amériques nominiert. Daniel Auteuil gewann 2001 für seine Darstellung des Marquis de Sade einen Prix Lumières als Bester Darsteller, während Isild Le Besco als Beste Nachwuchsdarstellerin ausgezeichnet wurde. Le Besco erhielt zudem 2001 eine César-Nominierung in der Kategorie Beste Nachwuchsdarstellerin.